# Phil Zimmermann
Philip R. "Phil" Zimmermann, Jr. (Camden, Nova Jérsei, 12 de fevereiro de 1954) é um criptógrafo estadunidense conhecido por ser o criador do PGP, um software de criptografia e assinaturas digitais para e-mail bastante usado.

## Biografia
Filho de um motorista de caminhão betoneira, Zimmermann graduou-se em ciência da computação pela Florida Atlantic University em Boca Raton no ano de 1978.
Em 1991, desenvolveu o PGP, um programa de computador que utiliza criptografia assimétrica para proteger a privacidade do e-mail e dos arquivos armazenados no computador do usuário, em seguida o disponibilizou juntamente com seu código fonte através de FTP para download gratuito. 
Apesar de Zimmerman afirmar que não tinha participação na distribuição do código do PGP fora do território americano, este logo tornou-se disponível no exterior através da internet. Depois de um relatório da empresa RSA Data Security, Inc., que teve uma disputa sobre o uso do algoritmo criptográfico RSA no projeto PGP, teve início uma investigação contra Zimmermann sobre uma possível violação do direito à exportação de software de criptografia nos Estados Unidos. A investigação durou três anos, até o início de 1996. Finalmente, a acusação foi retirada e o caso foi arquivado.
Depois que o governo estadunidense desistiu do caso, Zimmermann fundou em 1996 a PGP Inc. e lançou uma versão atualizada do PGP e alguns outros produtos relacionados. Esta empresa foi adquirida pela Network Associates (NAI) em dezembro de 1997, Zimmermann permaneceu por três anos como sócio sênior. Em 2002, NAI decidiu abandonar a linha de produtos PGP e o software foi adquirido pela PGP Corporation. Zimmermann passou a ocupar o cargo de conselheiro e consultor especial para essa empresa. 
Em 2006, Zimmerman cria o Zfone, um software de comunicação Voz sobre IP (VoIP) que opera sob o protocolo SIP.

## Prêmios
Zimmermann recebeu inúmeros prêmios técnicos e humanitários por seu trabalho pioneiro em criptografia:
- Em 1995 a revista Newsweek o aponta como um dos "Net 50", as 50 personalidades mais influentes na Internet
- Em 1995 recebeu o prêmio Chrysler Design Award for Innovation (Prêmio Chrysler por Inovação e Design) e o EFF Pioneer Award da Electronic Frontier Foundation
- Em 1996 recebeu o prêmio Prêmio Norbert Wiener de Responsabilidade Social e Profissional, por promover o uso responsável da tecnologia
- Em 1998 recebeu o prêmio Lifetime Achievement Award da revista Secure Computing Magazine
- Em 1999 recebeu o prêmio Louis Brandeis Award da organização Privacy International
- Em 2000 a revista InfoWorld o aponta como um dos Top 10 dos inovadores em e-business (comércio eletrônico)
- Em 2001 entrou para o CRN Industry Hall of Fame
- Em 2003 foi incluído no Heinz Nixdorf MuseumsForum Wall of Fame